# Bertran de Marseille
Bertran de Marseille (Bertrans de Masselha en occitan gévaudanais) ou, plus exactement, Bertran de Marcilia est un troubadour originaire de la province du Gévaudan ayant vécu au XIIIe siècle.
Il est connu pour son poème hagiographique La vida de Santa Enimia (La vie de sainte Énimie).

## Biographie
Bertran est longtemps resté considéré comme un troubadour provençal, félibre originaire de Marseille, qui, ayant séjourné au monastère des Bénédictins de Sainte-Enimie,
avait composé ce poème pour remercier ses hôtes de leur hospitalité. 
Mais en 1954 Clovis Brunel démontre qu'en réalité Bertran était gévaudanais et qu'il s'agissait du clerc et bayle de l'évêque de Mende Étienne II vers 1230-1240.
Son origine gévaudanaise se précise en 1957 par la découverte dans de vieux documents de la mention de « Marcilia », une forciae (forteresse) située dans la vallée du Tarn.
Enfin, en 1964, Marcilia est localisée avec exactitude : à environ 500 m à l'ouest du hameau de Volcégur (commune de Saint-Pierre-des-Tripiers) sur le causse Méjean, André Soutou découvre les ruines de la demeure fortifiée où naquit Bertran.
Ses premiers vers introductifs de La vida de Santa Enimia nous apportent des informations supplémentaires sur lui-même : il nous indique en effet qu'il est « maïstre », ce qui signifie diplômé d'une université et également qu'il sait lire le latin puisque son poème est une adaptation d'une vita de la sainte.

## Son œuvre:La vida de Santa Enimia

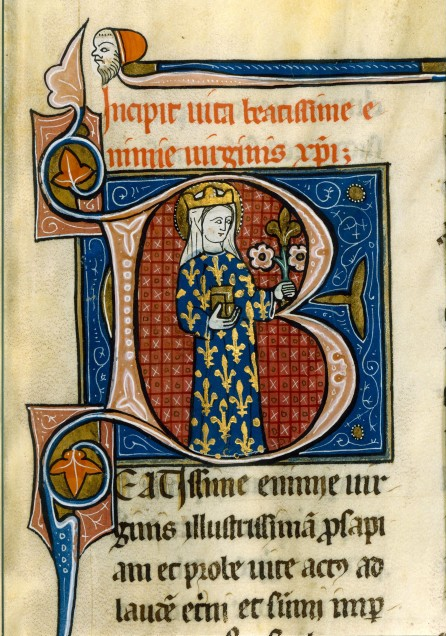
Enluminure d'un manuscrit du XIVe siècle figurant sainte Énimie.

Il s'agit d'un poème composé de très exactement 2 000 vers octosyllabiques à rimes plates, écrit dans la langue du Gévaudan du sud,.
Bertran indique l'avoir composé à la demande du prieur et des moines de Sainte-Enimie.